# Primulina wangiana
Primulina wangiana là một loài thực vật có hoa trong họ Tai voi (Gesneriaceae). Loài này có ở Quảng Tây (Trung Quốc); được Z.Y.Li mô tả khoa học đầu tiên năm 1997 dưới danh pháp Chirita wangiana. Năm 2011, Mich.Möller & A.Weber chuyển nó sang chi Primulina.